# میلورتون، سامرست
میلورتون (به انگلیسی: Milverton) یک روستا و محله مدنی در بریتانیا است که در تاونتون دین واقع شده‌است. میلورتون ۱٬۴۳۸ نفر جمعیت دارد.